# Tube de Krasnikov
Un tube de Krasnikov est un mécanisme spéculatif permettant le voyage spatial. Il s'agit d'utiliser des tunnels superluminiques. La structure est semblable à un trou de ver et a été proposée par le physicien russe Sergueï Krasnikov en 1995.

## Structure
Le tube est une distorsion de l'espace-temps. Le tube de Krasnikov permet un voyage de retour qui ramène à l'époque juste après le départ. Il s'agit d'une mégastructure hypothétique qui déforme l'espace-temps.

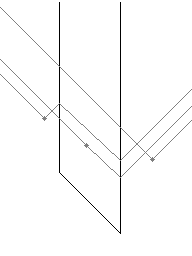
Le tube de Krasnikov.